# درة تشبي (همت أباد)
درة تشبي (بالفارسية: دره چپی) هي قرية تقع في إيران في قسم همت أباد الريفي. يقدر عدد سكانها بـ 54 نسمة بحسب إحصاء 2016.